# Колодзьонж (Седлецький повіт)
Колодзьонж (пол. Kołodziąż) — село в Польщі, у гміні Водине Седлецького повіту Мазовецького воєводства.
Населення — 250 осіб (2011).
У 1975-1998 роках село належало до Седлецького воєводства.

## Демографія
Демографічна структура станом на 31 березня 2011 року:
|          | Загалом | Допрацездатний вік | Працездатний вік | Постпрацездатний вік |
| -------- | ------- | ------------------ | ---------------- | -------------------- |
| Чоловіки | 120     | 18                 | 86               | 16                   |
| Жінки    | 130     | 28                 | 65               | 37                   |
| Разом    | 250     | 46                 | 151              | 53                   |